# Ablutophobie
 (juillet 2018).
Si vous disposez d'ouvrages ou d'articles de référence ou si vous connaissez des sites web de qualité traitant du thème abordé ici, merci de compléter l'article en donnant les références utiles à sa vérifiabilité et en les liant à la section « Notes et références ».
L’ablutophobie est la peur irrationnelle de se noyer, que l’individu sache ou non nager.
Les individus souffrant de cette phobie n’ont pas peur de l’eau en tant que telle mais uniquement de la noyade. Elles refusent donc les baignades en mer ou piscine et même, dans les cas les plus extrêmes, les bains.

## Causes
Les causes de l'ablutophobie peuvent varier considérablement. Souvent, cette phobie est associée à un événement traumatisant lié à l'eau ou à l'hygiène personnelle. Par exemple, une expérience effrayante pendant le bain ou un accident aquatique peut laisser une impression durable et négative. De plus, l'ablutophobie peut également se développer par imitation des peurs d'autres personnes importantes dans la vie d'un individu, comme un parent ou un proche. L'observation de ces peurs chez autrui peut influencer les perceptions et réactions émotionnelles propres, conduisant à la formation de la phobie chez des sujets sensibles à de telles influences.